# Curculionina
Sous-tribu
Synonymes
- Balanina Gistel, 1848
- Balaninae Gistel, 1848

Les Curculionina forment une sous-tribu de coléoptères de la famille des Curculionidés, de la sous-famille des Curculioninés et de la tribu des Curculionini.

## Genres
- Curculio Linnaeus, 1758 (type)
- †Menatorhis Legalov et al., 2017